# Charles Lieby
Charles Lieby, né le 31 octobre 1908 à Mittersheim, dans le département de la Moselle, et guillotiné le 27 septembre 1943 à la prison Roter Ochse de Halle-an-der-Saale, est un résistant français batelier du Rhin.

## Biographie
Charles est le fils d'Albert Lieby, batelier, et de Cécilia Loos, il naît alors que la péniche familial est à quai à Mittersheim.
Il entame une scolarité primaire allemande, jusqu'en 1918, puis française dans diverses écoles d'Alsace. En 1924, à 16 ans, il devient à son tour batelier.
En 1928, il épouse Hélène Huisa, d'origine autrichienne.
En 1928-1929, il effectue son service militaire au 1er régiment du génie à Strasbourg. Lorsque la Seconde Guerre mondiale éclate, il est mobilisé mais, après trois semaines de présence, il est renvoyé dans ses foyers, pour raison de santé. Il reprend son activité de batelier, comme patron de la péniche Nil qui appartient à Marcel Kaag de Strasbourg. Après l'annexion de fait de l'Alsace-Moselle, il continue ses transports sur le Rhin.

### Résistance
En septembre 1941, il est contacté, avec son beau-frère Emile Wendling, par le résistant Arthur Bossler pour faire passer des prisonniers de guerre (PG) évadés en Suisse. Les deux bateliers s'engage ainsi dans l'aide à l'évasion, leurs péniches transportent les évadés jusqu'à Bâle en Suisse.
En octobre 1942, Emile Wendling demande à Charles Lieby de transmettre des documents à la propriétaire d'un négoce de Bâle, madame Schneider, contact du réseau de Lucien Jacob. Parmi ces documents se trouve une liste des agents allemands infiltrés en zone libre fournie par Georgette Schenk qui travaille au service 8 des laissez-passer.
A Bâle, Charles Lieby rencontre un agent britannique nommé Frenken qui lui demande de transporter un sac de revues intitulées Neptune, La France libre et Le Courrier de l'air,.  

### Arrestation, jugement
Le 29 octobre 1942, à la suite d'une dénonciation, Charles Lieby est arrêté au Port du Rhin à Strasbourg en même temps que tout le groupe de Lucien Jacob : Joseph-Louis Metzger, Emile Wendling, Berthe Schenck et Georgette Schenck. Il est incarcéré à la prison d'Offenburg puis transféré à la prison de Alt Moabit de Berlin.
Les 26 et 27 mai 1943, le groupe comparait, pour espionnage, devant le 4ème Sénat du Reichskriegsgericht, présidé par le juge Biron. Charles Lieby, comme les trois autres bateliers, est condamné à la peine de mort pour « intelligence avec l'ennemi et haute trahison », ainsi qu'au paiement de 800 Reichsmarks et 40 Francs suisses devant servir à récompenser le ou les dénonciateurs. Le 24 juin 1943, le recours en grâce est rejeté,,.
Le 27 septembre 1943, il est guillotiné par le bourreau Ernst Reindel, à la prison Roter Ochse de Halle-an-der-Saale en même temps que ses trois camarades.
Il est incinéré le 2 octobre. Le 6 octobre, l'urne est déposée au cimetière Sainte-Gertrude,. Elle est rapatriée en France le 30 janvier 1951 et déposée au cimetière Nord de Strasbourg en 24 avril 1951.

### Après-guerre
Après sa mort, Charles Lieby est victime de deux erreurs :
- Son urne est déposé au cimetière dans le secteur réservé aux étrangers alors que les Alsaciens sont considérés par les nazis comme Allemands. L'erreur est corrigée, en janvier 1949 par la commission française de recensement des tombes[1].
- Au moment de l'attribution de sa médaille militaire, le 3 septembre 1959, le décret précise : « Magnifique patriote, membre de la Résistance intérieure française. Déporté le 29 octobre 1942 dans un camp de concentration, est mort pour la France le 27 septembre 1943 ». Charles Lieby n'a jamais été envoyé en camp de concentration[1],[2],[3].

## Reconnaissance
- Le 31 décembre 1947, Charles Lieby est cité à l'ordre du corps d'armée[2]:

« Fervent patriote, a fait partie d'une importante filière de rapatriements de prisonniers évadés. S'est occupé particulièrement de leur passage de la frontière suisse sur son bateau.
Arrêté le 29 octobre 1942, a été condamné à mort par le Reichskriegsgericht de Berlin pour haute trahison et exécuté le 27 octobre 1943 à Halle-sur-Saale.
Par son patriotisme, son intelligence et son dévouement de tous les instants, a bien servi la cause de la Résistance. »

## Distinctions
Il est reconnu « mort en déportation » et « déporté résistant ».
- Médaille militaire à titre posthume le 3 septembre 1959 ;
- Médaille de la Résistance française par décret du 3 septembre 1959[7].